# Kożuun kaa-chiemski
Kużuun kaa-chiemski (ros. Каа-Хемский кожуун) – kożuun (jednostka podziału administracyjnego w Tuwie, odpowiadająca rejonowi w innych częściach Rosji) w środkowej części autonomicznej rosyjskiej Republiki Tuwy.
Kużuun kaa-chiemski jest drugim co do wielkości kożuunem Tuwy. Zamieszkuje go 12 734 osób (2010); całość populacji stanowi ludność wiejska, gdyż na tym obszarze nie ma miast.
Ośrodkiem administracyjnym tej jednostki podziału terytorialnego jest wieś Saryg-Siep licząca ok. 6 tys. mieszkańców (2005 r.).